# Ligne Meitetsu Seto
La ligne Meitetsu Seto (名鉄瀬戸線, Meitetsu Seto-sen) est une ligne ferroviaire de la compagnie privée Meitetsu située dans la préfecture d'Aichi au Japon. Elle relie la gare de Sakaemachi à Nagoya à la gare d'Owari Seto à Seto.

## Histoire
La ligne est ouverte en 1905 entre Owari Seto et Yada. Elle est prolongée à Ōzone en 1906. En 1911, la ligne est prolongée à Horikawa. La section Shimizu-Horikawa ferme en 1976, tandis qu'une nouvelle section entre Shimizu et Sakaemachi ouvre en 1978.

## Caractéristiques

### Ligne
- écartement des voies : 1 067 mm
- nombre de voies : 2
- électrification : 1 500 V cc par caténaire

### Services
La ligne est desservie par des trains omnibus, semi-express et express.

### Liste des gares

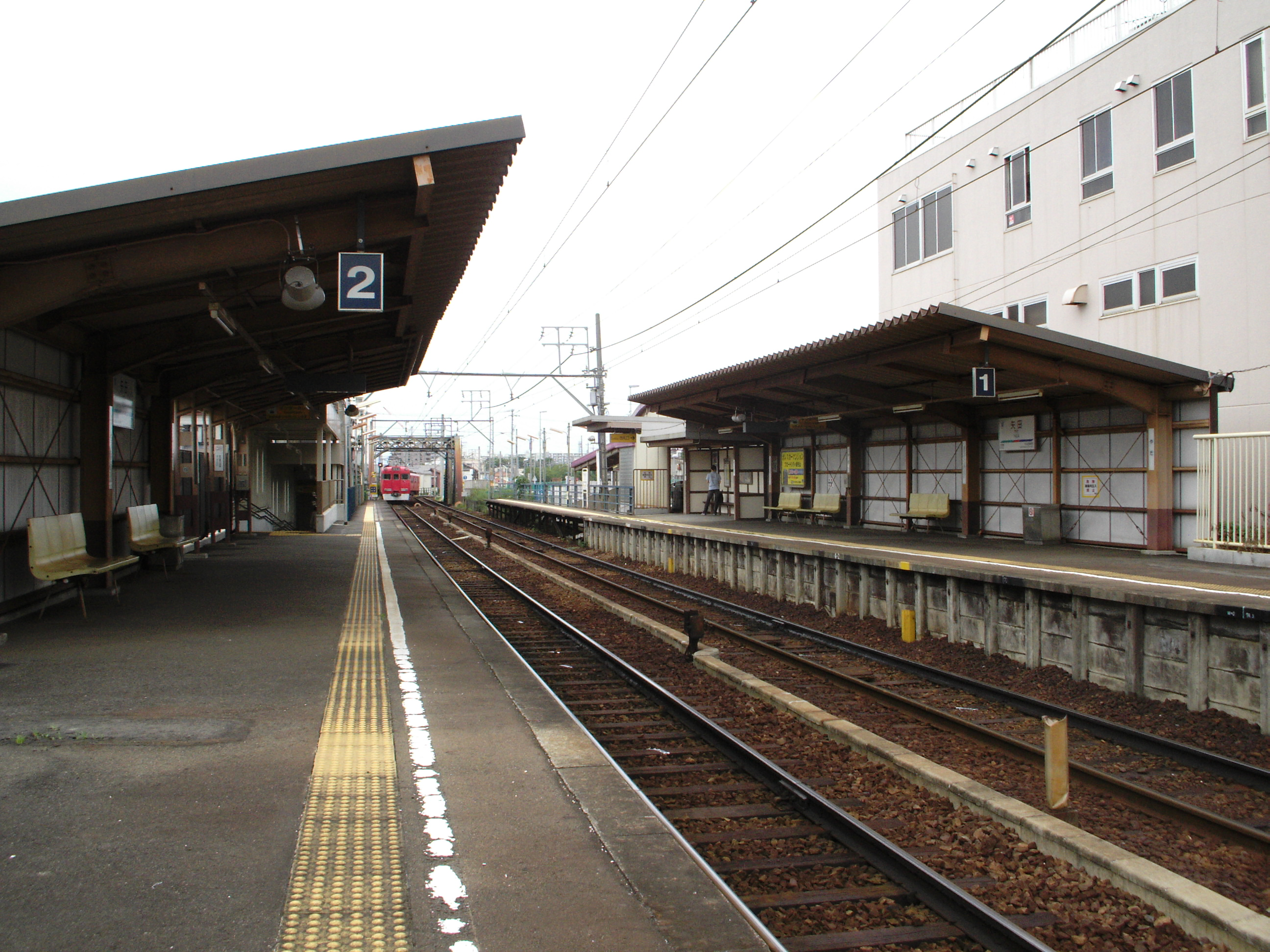
La ligne à Yada.

La ligne comporte 20 gares.
| Numéro | Gare                  | Nom japonais     | Distance (km) | Correspondances                                | Localisation        |
| ------ | --------------------- | ---------------- | ------------- | ---------------------------------------------- | ------------------- |
| ST01   | Sakaemachi            | 栄町             | 0             | Métro de Nagoya : Higashiyama, Meijō (à Sakae) | Higashi-ku, Nagoya  |
| ST02   | Higashiōte            | 東大手           | 1,5           |                                                | Naka-ku, Nagoya     |
| ST03   | Shimizu               | 清水             | 2,2           |                                                | Kita-ku, Nagoya     |
| ST04   | Amagasaka             | 尼ヶ坂           | 2,7           |                                                | Kita-ku, Nagoya     |
| ST05   | Morishita             | 森下             | 3,6           |                                                | Higashi-ku, Nagoya  |
| ST06   | Ōzone                 | 大曽根           | 4,6           | JR Central : Chūō Métro de Nagoya : Meijō      | Higashi-ku, Nagoya  |
| ST07   | Yada                  | 矢田             | 5,9           |                                                | Higashi-ku, Nagoya  |
| ST08   | Moriyama-Jieitai-Mae  | 守山自衛隊前     | 7,0           |                                                | Moriyama-ku, Nagoya |
| ST09   | Hyōtan-yama           | 瓢箪山           | 7,6           |                                                | Moriyama-ku, Nagoya |
| ST10   | Obata (ja)            | 小幡             | 8,6           |                                                | Moriyama-ku, Nagoya |
| ST11   | Kitayama (ja)         | 喜多山           | 9,9           |                                                | Moriyama-ku, Nagoya |
| ST12   | Ōmori-Kinjōgakuin-mae | 大森・金城学院前 | 10,7          |                                                | Moriyama-ku, Nagoya |
| ST13   | Inba                  | 印場             | 12,2          |                                                | Owariasahi          |
| ST14   | Asahi-mae             | 旭前             | 13,1          |                                                | Owariasahi          |
| ST15   | Owari Asahi           | 尾張旭           | 14,7          |                                                | Owariasahi          |
| ST16   | Sangō                 | 三郷             | 16,1          |                                                | Owariasahi          |
| ST17   | Mizuno                | 水野             | 18,0          |                                                | Seto                |
| ST18   | Shin-Seto             | 新瀬戸           | 18,7          | Aichi Loop Railway : Aichi Loop                | Seto                |
| ST19   | Seto-Shiyakusho-mae   | 瀬戸市役所前     | 19,4          |                                                | Seto                |
| ST20   | Owari Seto            | 尾張瀬戸         | 20,6          |                                                | Seto                |